# Lars-Göran Frisk
Sten Lars-Göran Frisk, född 5 mars 1943 i Vetlanda, död 11 mars 1999 i Vetlanda, var en svensk skivsamlare, radioman och programledare för Skivor från Vetlanda. 700 program sändes mellan 1977 och 1999 på Sveriges Radio; förutsättningen för denna radioserie var hans stora skivsamling om cirka 120 000 skivor och hans rika kunskaper om skivor och artister från 78-varvsskivornas epok.

## Bakgrund
Programserien Skivor från Vetlanda skulle med tiden uppgå till 700 program, men började blygsamt sedan programchefen Stig Tornehed vid dåvarande regionalradion inom Sveriges Radio i Växjö hört om Frisks stora skivsamling. Det första programmet sändes genom att Tornehed kom hem till Frisk, som medverkade med sin skivsamling i ett programblock rubricerat ”Småländskt varjehanda". I programinslaget talade Tornehed och Frisk improviserat om grammofonskivor och artister. Under våren 1977 fortsatte de med fler avsnitt som en del i detta programblock från P4 Kronoberg, men programmet sändes också av P4 Jönköping och P4 Kalmar. I början hade man planerat för tre till fyra program, men programmet fick lyssnarintresse och planerna fick utökas. Hösten 1977 introducerades den då nya programtiteln Skivor från Vetlanda med fem - och våren 1978 - sex program, fortfarande med både Frisk och Tornehed. När höstsäsongen startade i november 1978 var Frisk ensam programledare, med påhälsning endast av Tornehed i jul- och nyårsprogrammen.
Frisk arbetade till vardags som kontorist, men arbetsgivaren gick i konkurs, och Frisk kunde därefter göra sin skivsamlarhobby till heltidsarbete med programmen i radion. Så småningom flyttade programmet till rikssändning i Sveriges Radio P3, där det hade premiär den 7 november 1977.
Frisk hade själv hittat ett programformat som han följde genom åren. Han var noga med kontroll av fakta i sina presentationer, och det kunde innebära tidskrävande letande i tidningsarkiv och i hans egna samlingar.
Lars-Göran Frisk är begravd på Kapellkyrkogården i Vetlanda.

## Skivsamlingen
Frisk blev 56 år. Efter över 700 program blev han för många lyssnare en saknad radioprofil - ett tomrum uppstod för dem som hade gillat honom och den musik han hade spelat i sina program. Frågan var också vad som skulle ske med hans stora skivsamling, och planer fanns bland annat kring ett 78-varvsmuseum i Vetlanda, där kultur- och fritidsförvaltningen i Vetlanda kommun gjorde sonderingar om möjligheter för detta. På det redan existerande Vetlanda museum såg man positivt på en sådan komplettering, och länsstyrelsen kontaktades för att utreda möjligheter att få medel ur EU:s strukturfonder. Ett praktiskt och ekonomiskt problem fanns när det gällde administration och den professionella sakkunskap som skulle behöva rekryteras och avlönas till en sådan museiverksamhet. Andra arkiv kontaktades för eventuell samverkan – Arkivet för Ljud och Bild i Stockholm, som numera lyder under Kungliga Biblioteket, Svenskt Visarkiv och Statens Musikbibliotek m.fl. Helst skulle samlingen fortsättningsvis hållas öppen och tillgänglig för forskare och för återutgivningar på CD i samma oegennyttiga anda som varit Lars-Göran Frisks adelsmärke.
Det blev till slut Anders Eldeman, producent för Melodikrysset och Da Capo i P4, som genom överenskommelse med Frisks dödsbo övertog hela skivsamlingen.

## Utmärkelser
Frisk fick 1983 ta emot Vetlandas kulturstipendium och ett stipendium från Jönköpings kulturnämnd. Han förärades 1986 ett stipendium ur Stikkan Andersons fond – ett pris som går till personer som betytt mycket för svenskt musikliv. Bland övriga utmärkelser fick Frisk även ett stipendium ur stiftelsen Sven Paddocks minnesfond. 

## Samlingsalbum
- Favoriter från Vetlanda: 20 originalinspelningar 1932–1953 (CD, 1995, skivmärke Klara Skivan)